# Hotel zur Krone-Post (Eberbach)

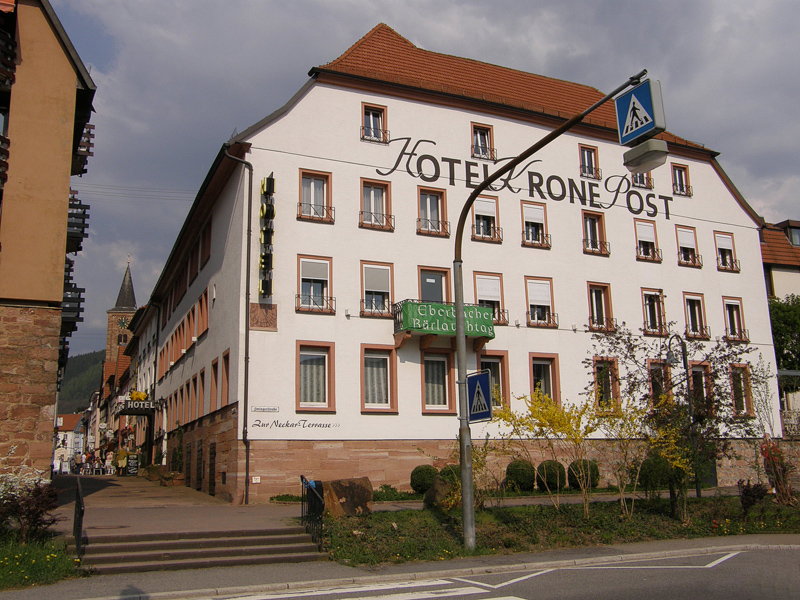
Hotel Krone-Post im Jahr 2009

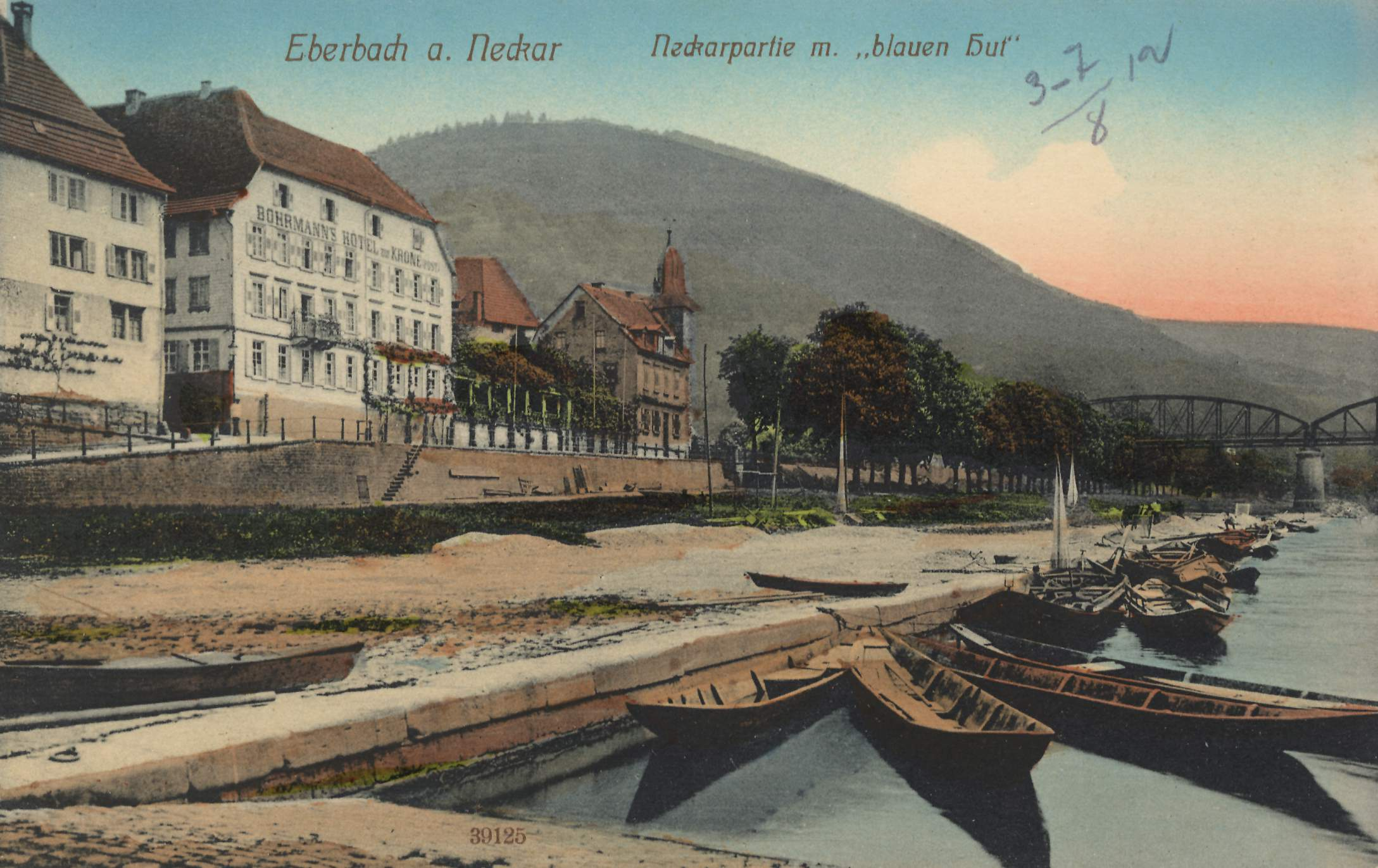
Hotel zur Krone-Post um 1900

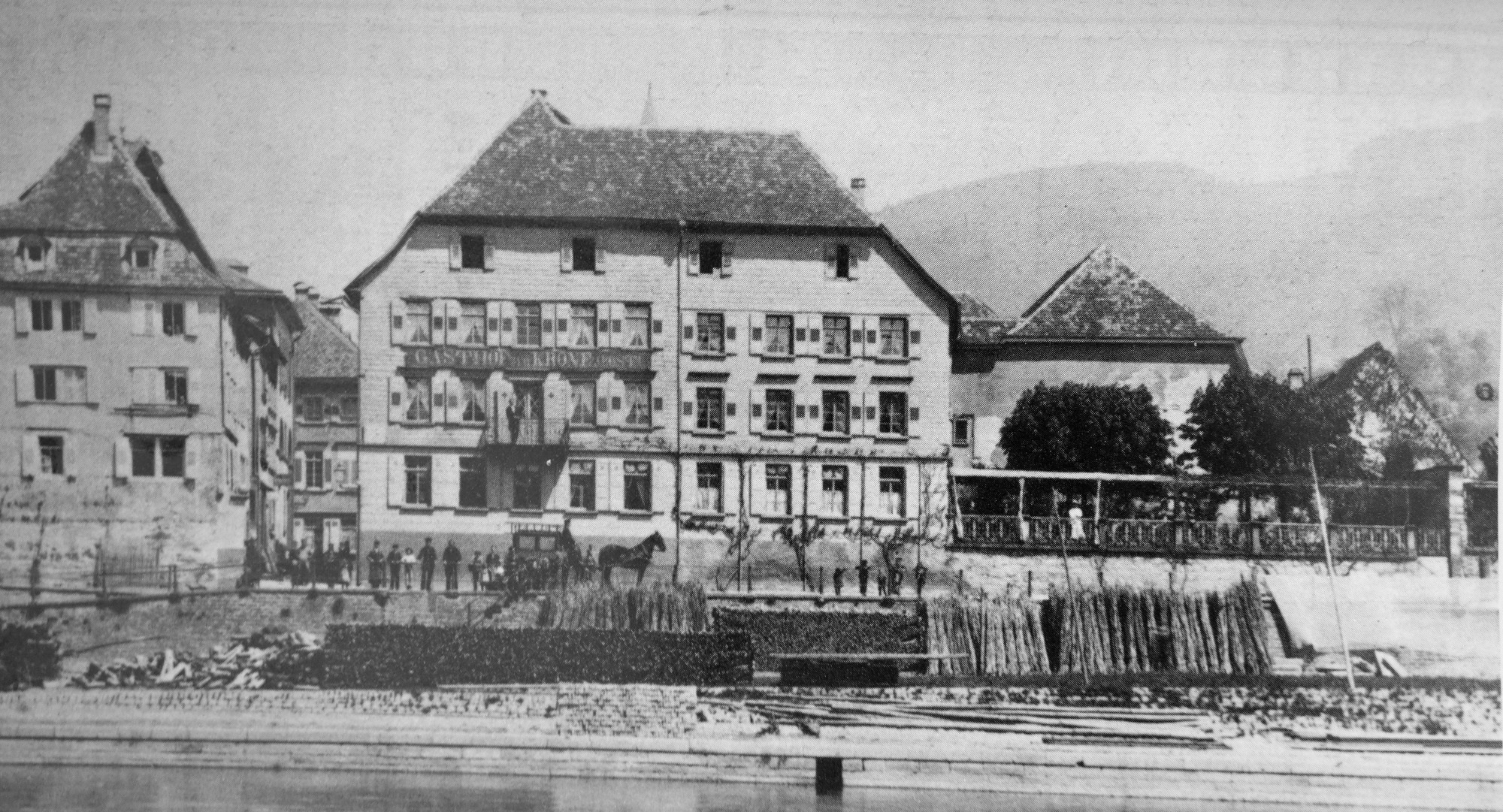
1870 noch mit einer Postkutsche vor dem Haus

Das Hotel zur Krone-Post bzw. Hotel Krone-Post, einst nur Hotel Krone, zeitweise offenbar auch Goldene Krone, war ein Beherbergungsbetrieb in Eberbach mit einer langen Tradition. 

## Geschichte
Das Haus in Ecklage mit Neckarblick und Eingängen zur Eberbacher Hauptstraße und zur Pfarrgasse hin trägt auf seiner dem Fluss zugewandten Fassade eine Sonnenuhr mit der Jahreszahl 1564; es ist allerdings unklar, ob darin ein Hinweis auf das Baujahr des Gebäudes zu sehen ist. Jahrhundertelang, von 1643 bis 1941, gehörte das Haus der Familie Bohrmann. Carl Hiob Abraham Bohrmann, der das Haus von 1838 bis 1870 besaß, vergrößerte das Gebäude erheblich und gab ihm, da er ab dem 1. Juli 1838 der erste badische Posthalter in Eberbach war, den Namenszusatz „Post“. Bohrmann betrieb eine Postkutschenlinie, die Eberbach mit Heidelberg verband. Zeitweise besaß der Wirt und Posthalter nicht weniger als 16 Pferde. 1859 erhielt Eberbach eine Telegrafenverbindung, am 1. Januar 1871 ging der Postbetrieb vom Land Baden auf das Deutsche Reich über. Damals war Bohrmann schon verstorben. Seine Frau und sein Sohn führten aber die Postgeschäfte noch bis 1875 weiter.
Danach wurde der Postbetrieb in ein eigenes Gebäude in der Kirchenstraße, der heutigen Bahnhofstraße, verlegt. Das Hotel aber behielt seinen Namenszusatz.
1941 verkaufte die Familie Bohrmann das Hotel an eine Familie Jahn, die es ihrerseits 1959 an Wilhelm Jung weiterverkaufte. Jung und seine Nachfolger betrieben das Hotel samt Restaurant drei Generationen lang. Die Krone-Post verfügte zuletzt über 30 Gästezimmer und eine Wellness-Oase. Im Jahr 2018 versuchten die Eigentümer, die in finanzielle Schwierigkeiten geraten waren, das Haus für 1,8 Millionen Euro zu verkaufen, fanden aber keinen Abnehmer. Ein Immobilieninvestor, der in dem Gebäude 24 Wohnungen unterbringen und eventuell das Restaurant erhalten wollte, zeigte zwar Interesse, griff aber schließlich doch nicht zu. Im Mai 2019 mussten die Eigentümer Insolvenz anmelden; bald darauf, im Sommer 2019, wurde das Gebäude an die Firma Dombrowski Massivhaus-Konzept aus Wiesloch verkauft, die es für Wohnzwecke umgestalten und den Parkplatz überbauen wollte.